# Friederikentief
Das Friederikentief ist ein etwa 2,5 km langes Tief in der Gemeinde Wangerland im Landkreis Friesland im Norden von Niedersachsen.
Der Wasserlauf im Jeverland, durch den Binnenland entwässert wird und das Wasser letztlich in die Nordsee abfließt, hat seinen Ursprung in Friederikengroden. Dort zweigt das Grimmenser Tief in östlicher Richtung ab. Das Friederikentief fließt in südwestlicher Richtung weiter. Zusammen mit dem aus westlicher Richtung zufließenden Sophientief bildet es im nördlichen Bereich von Neugarmssiel das in südlicher Richtung weiterfließende Tettenser Tief.
In früheren Zeiten diente das Tief vor allem zur Entwässerung und als Verkehrsweg, heute auch den Freizeitsportarten Paddeln und Angeln.